# Burg Amlishagen

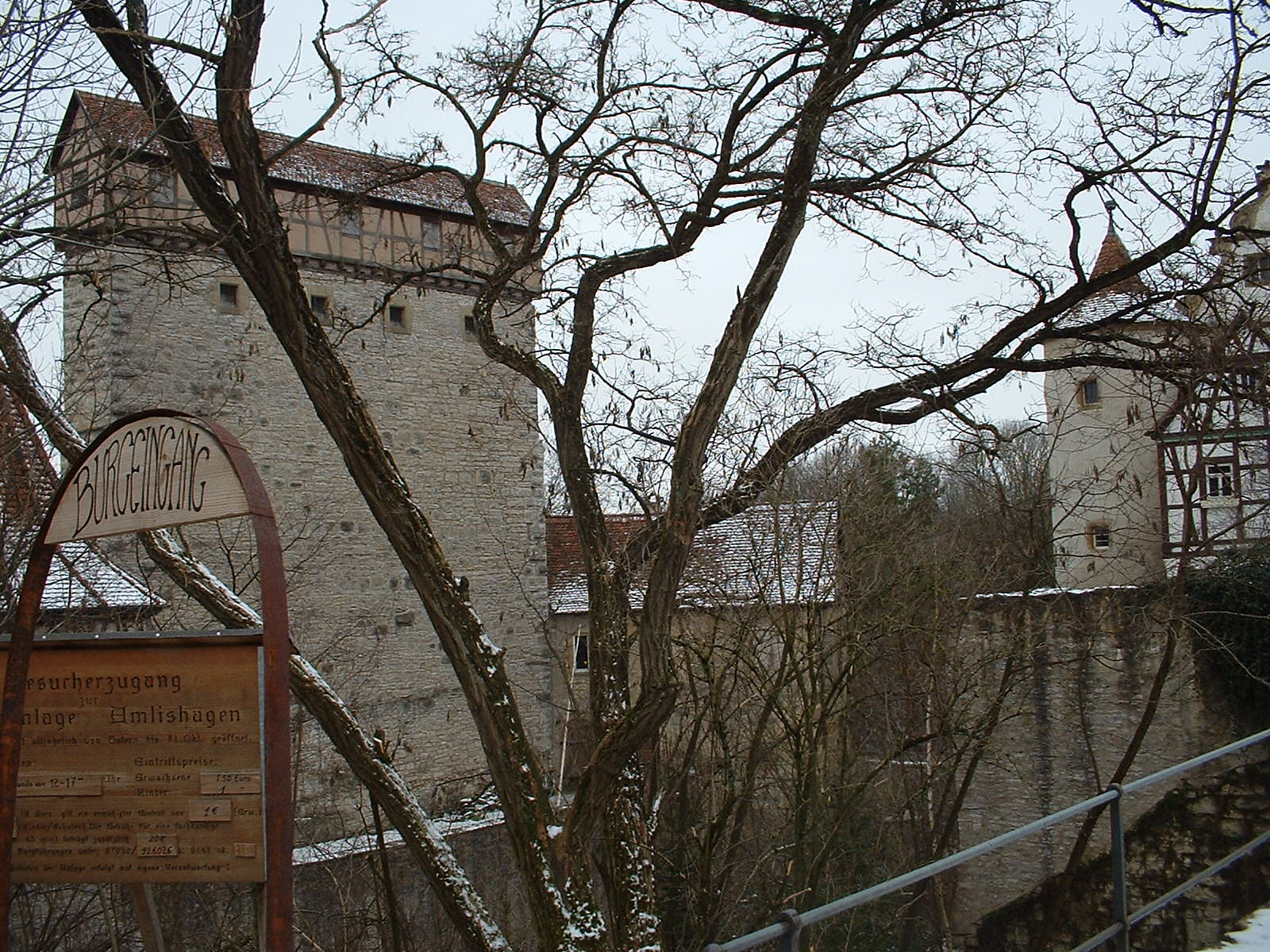
Schildmauer der Burg Amlishagen

Die Burg Amlishagen ist eine Spornburg über dem Brettachtal beim Dorf Amlishagen, einem Stadtteil von Gerabronn im Landkreis Schwäbisch Hall in Baden-Württemberg.

## Lage
Die Burg liegt auf 440 m ü. NN am Südsaum des gleichnamigen Dorfes, das etwas zurückgesetzt auf einem südöstlich auslaufenden, mäßig abfallenden Mündungssporn der Hohenloher Ebene über dem Brettachtal steht. Auf der Mittelachse des Sporns läuft eine sich mehr und mehr eintiefende Senke ins Tal, so dass er am Ende zweigeteilt ist; das Bauwerk steht auf dem südwestlichen Teilsporn unmittelbar über dem Abfall zur Hammerschmiedsklinge, deren unbeständiger Bach vor dem Sporn von rechts und auf etwa 375 m ü. NN in den kleinen Fluss mündet. Die Hänge ins Tal sind waldbestanden, so dass die Burg aus dem Tal nur schlecht zu erkennen ist.
Etwa 2 km östlich liegt am Zulauf des Blaubachs in die Brettach die Ruine Bebenburg, bei Rot am See-Bemberg, etwa 3 km im Südwesten innerhalb einer Schlinge des Flusses die Burgruine Werdeck bei Rot am See-Werdeck.

## Geschichte
Die Burg wurde im 13. Jahrhundert erbaut und erstmals 1253 erwähnt. In der zweiten Hälfte des 14. Jahrhunderts, 1601 und im 19. Jahrhundert wurde sie ausgebaut und war im Besitz der Herren von Amlishagen und der Herren von Wollmershausen. Heute ist die Anlage im Privatbesitz und wird bewohnt. Sie kann von Ostern bis zum 31. Oktober an Wochenenden besichtigt werden.
Nachdem die Wollmershausener Anfang des 18. Jahrhunderts ausstarben, kam es zu mehreren Besitzerwechseln, bis die Burg 1821 von Blüchers Leibarzt Johann Karl von Horlacher gekauft wurde. Ein entfernter Nachfahre ist noch Besitzer der Burg- und Schlossanlage.

## Anlage
Die kleine Wehranlage ist ein typisches Beispiel einer sogenannten Schildmauerburg, wie sie im Südwesten von Deutschland häufig erbaut wurde.
Die Bausubstanz der Burg wurde in den 1980er Jahren hervorragend gesichert und konserviert. Teile der Anlage wurden dabei rekonstruiert. Dabei wurde eine ausführliche archäologische Untersuchung durchgeführt. Von der ersten Hälfte des 13. Jahrhunderts bis ca. 1500 wurden insgesamt fünf Bauphasen nachgewiesen.
Aus der ersten Bauphase ist eine Ringmauer nachgewiesen, die den Ausmaßen der heutigen Kernburg entsprach. Erst in der zweiten Bauphase gegen Ende des 13. Jahrhunderts wurde die mächtige Schildmauer auf der Bergseite errichtet, um mit dem davor liegenden Halsgraben die einzige Schwachstelle der Burg vor Beschuss und Angriff zu schützen. Die 20 Meter hohe, 19 Meter lange und 2,5 Meter dicke Schildmauer war von einem bei der Konservierung und Sanierung in den 1980er Jahren nachgebildeten Wehrgang gekrönt. Der Wehrgang kann über eine Wendeltreppe in der Mauer erreicht werden.
Ebenso wurde in dieser Bauphase ein Zwinger um die Burg angelegt. In den späteren Bauphasen wurden u. a. die fünf Ecktürme an die äußere Zwingermauer angebaut bzw. in sie integriert. Innerhalb des Wirtschaftshofes zwischen Ortschaft und Halsgraben befindet sich das Schloss Amlishagen.

## Literatur

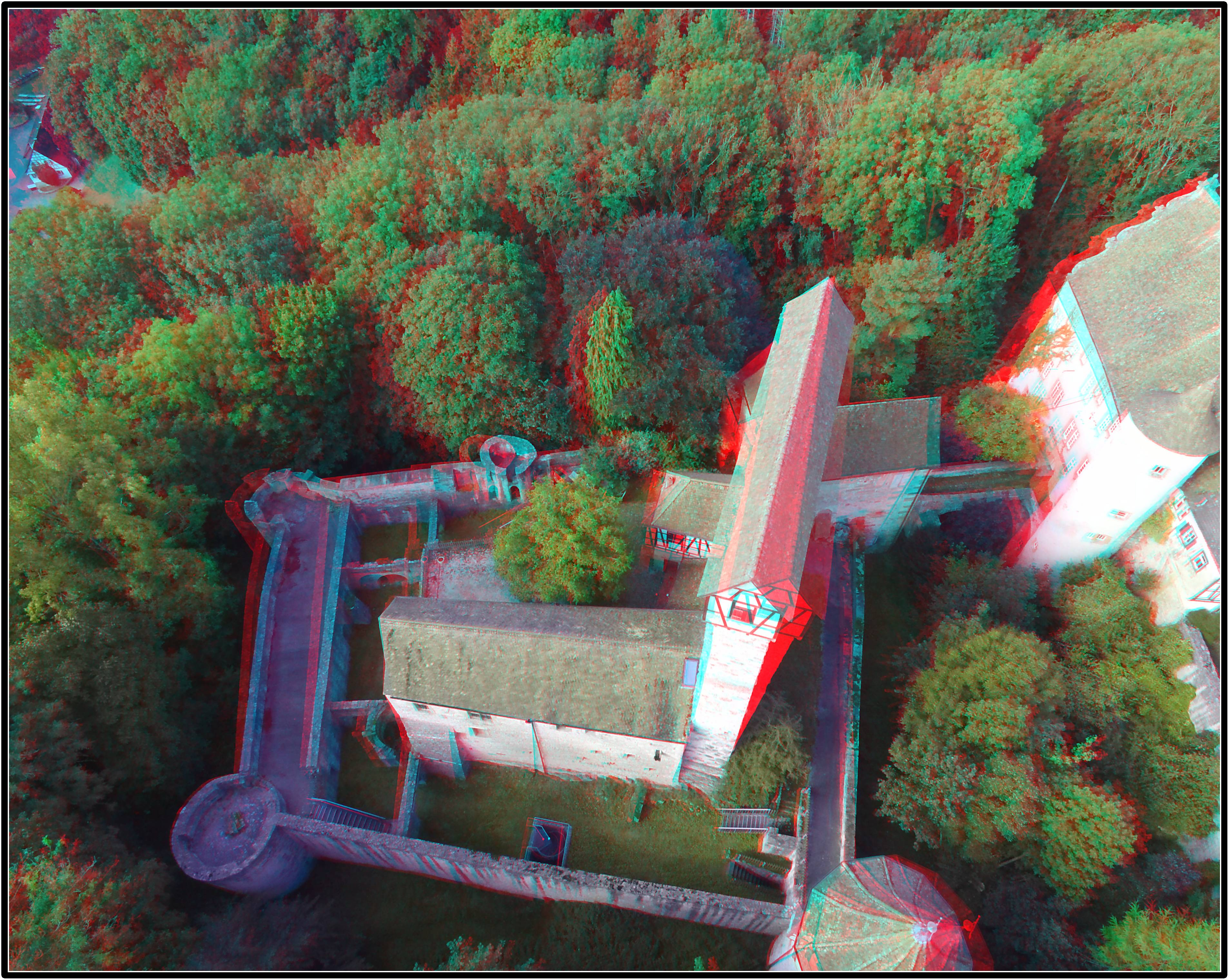
Burg Amlishagen von oben(weitere Aufnahme)